# Bodegraven vasútállomás
Bodegraven vasútállomás vasútállomás Hollandiában, Bodegraven-Reeuwijk községben, Bodegraven településen.

## Vasútvonalak
Az állomást az alábbi vasútvonalak érintik:
- Woerden–Leiden-vasútvonal

## Kapcsolódó állomások
A vasútállomáshoz az alábbi állomások vannak a legközelebb:
- Alphen aan den Rijn vasútállomás
- Woerden vasútállomás